# 良性陣發性姿勢性眩暈
良性陣發性姿勢性眩暈（Benign paroxysmal positional vertigo，簡稱BPPV），又称耳石症，為一種內耳誘發的疾病，患者會有重複性短暫眩暈的症狀，頭部移動時會感到天旋地轉，甚至連就寢翻身時都會有暈動感。每次眩暈通常不會超過一分鐘，患者常會伴隨噁心的症狀。本疾病為導致眩暈的疾病中最常見的一種。
良性陣發性姿勢性眩暈可能肇因於頭部創傷，或單純發生於年長者，確切原因通常無法找到，可能的致病機轉是內耳的耳石鬆動，本疾病與迷路炎及美尼爾氏症同屬於平衡障礙、属于平衡觉异常。診斷本疾病時通常會進行頭位變換眼振檢查，若為此疾病患者應會出現眼球震顫的情形，同時必須排除其他可能的原因。通常患者不需進行醫學照影。
本疾病的常見治療方式包含Epley氏耳石復位術或Brandt–Daroff二氏耳石復位術，藥物有時會被用於改善噁心的問題，有證據顯示倍他司汀可能有幫助，但一般不須用藥。良性陣發性姿勢性眩暈並非嚴重疾病，通常在一至二周後就會消解。但在某些人身上可能會持續再發。
羅伯特·巴拉尼在1921年第一次描述了此病的發生。約有2.4％的人在某個時間點受到影響。活到80歲以上的人，有10%曾受到影響，發病一般在50到70歲之間，而良性陣發性姿勢性眩暈對女性的影響是男性的兩倍。